# Music from Another Dimension!
《Music from Another Dimension!》은 미국의 록 밴드 에어로스미스의 열다섯 번째 스튜디오 음반으로, 컬럼비아 레코드가 2012년 11월 6일에 발매했다. 이는 2004년 《Honkin' on Bobo》 이후 첫 스튜디오 음반이며 2001년 《Just Push Play》 이후 처음으로 새로운 소재를 선보여 에어로스미스의 스튜디오 음반과 가장 긴 격차를 보였다. 이 음반은 디럭스 버전과 함께 싱글 CD 에디션으로 발매되었다. 에어로스미스가 소니/컬럼비아 레코드와 음반 계약을 맺은 마지막 음반으로 잭 더글러스, 스티븐 타일러, 조 페리, 마티 프레데릭센(3곡)이 프로듀싱했다. 이 음반은 또한 총 트랙 시간이 거의 68분인 그들의 가장 긴 스튜디오 음반이기도 하다.
이 음반에는 싱글곡 〈Legendary Child〉, 〈Lover Alot〉, 〈What Could Have Be Love〉, 〈Can't Stop Lovin' You〉 등이 수록되어 있다. 《Music from Another Dimension!》은 빌보드 200에서 첫 주 6만3000장 팔리며 5위에 데뷔했는데, 이는 이전 데뷔와는 뚜렷한 대조를 이룬다.

## 개요
2012년 11월 6일 발매된 이 음반은 밴드의 마지막 오리지널 소재 발매 이후 6년 만으로, 2006년 10월 컴필레이션 음반 《Devil's Got a New Disguise》의 일환으로 발매된 2곡 〈Devil's Got a New Disguise〉과 〈Sedona Sunrise〉가 발매되었다. 또 2004년 3월 발매된 블루스 커버 음반 《Honkin' on Bobo》(원곡 〈The Grind〉도 포함) 이후 8년, 2001년 3월 발매된 밴드의 마지막 오리지널 스튜디오 음반 《Just Push Play》 이후 11년을 기록했다.
보도에 따르면, 이 밴드는 적어도 2006년부터 이 음반을 작업해왔으며, 많은 녹음 시간을 가졌을 가능성이 있다. 그러나 실제로 녹화회가 얼마나 많이 열렸는지, 얼마나 생산적이었는지는 아직 밝혀지지 않았다.

## 상업적 성과와 평가
| 전문가 평가           | 전문가 평가 |
| 총 점수               | 총 점수     |
| 출처                  | 점수        |
| --------------------- | ----------- |
| 메타크리틱            | (54/100)    |
| 평가 점수             |             |
| 출처                  | 점수        |
| AllMusic              | [ 5 ]       |
| Chicago Tribune       | [ 6 ]       |
| Entertainment Weekly  | B           |
| The Guardian          | [ 8 ]       |
| The Independent       | [ 9 ]       |
| Revolver              | [ 10 ]      |
| Rolling Stone         | [ 11 ]      |
| Slant Magazine        | [ 12 ]      |
| USA Today             | [ 13 ]      |
| Ultimate Classic Rock | [ 14 ]      |

《Music from Another Dimension!》은 빌보드 200에서 첫 주에 6만 3천 장만 팔리며 5위로 데뷔했는데, 이는 이전 데뷔와는 뚜렷한 대조를 이룬다. 이 음반은 온라인 리뷰 사이트 메타크리틱이 22개의 리뷰를 바탕으로 총점 54/100을 계산하는 등 음악 평론가들로부터 대부분 엇갈린 평가를 받았다.

## 곡 목록
| #   | 제목                                            | 작사                          | 작곡                                                                             | 재생 시간 |
| --- | ----------------------------------------------- | ----------------------------- | -------------------------------------------------------------------------------- | --------- |
| 1.  | 〈Luv XXX〉                                     | 스티븐 타일러                 | 타일러, 조 페리                                                                  | 5:17      |
| 2.  | 〈Oh Yeah〉                                     | 페리                          | 페리                                                                             | 3:41      |
| 3.  | 〈Beautiful〉                                   | 타일러, 마티 프레데릭센       | 타일러, 프레데릭센, 브래드 휫퍼드, 조이 크레이머, 톰 해밀턴                      | 3:05      |
| 4.  | 〈Tell Me〉                                     | 해밀턴                        | 해밀턴                                                                           | 3:45      |
| 5.  | 〈Out Go the Lights〉                           | 타일러                        | 타일러, 페리                                                                     | 6:55      |
| 6.  | 〈Legendary Child〉                             | 타일러                        | 타일러, 페리, 짐 발란스                                                          | 4:15      |
| 7.  | 〈What Could Have Been Love〉                   | 타일러, 프레데릭센, 러스 어윈 | 타일러, 프레데릭센, 어윈                                                         | 3:44      |
| 8.  | 〈Street Jesus〉                                | 타일러                        | 타일러, 휫퍼드, 페리                                                             | 6:43      |
| 9.  | 〈Can't Stop Lovin' You (Feat. 캐리 언더우드)〉 | 타일러, 프레데릭센            | 타일러, 프레데릭센, 휫퍼드, 크레이머, 해밀턴                                     | 4:04      |
| 10. | 〈Lover Alot〉                                  | 타일러                        | 타일러, 프레데릭센, 페리, 해밀턴, 휫퍼드, 크레이머, 제시 크레이머, 마르코 모이어 | 3:35      |
| 11. | 〈We All Fall Down〉                            | 다이앤 워런                   | 워런                                                                             | 5:14      |
| 12. | 〈Freedom Fighter〉                             | 페리                          | 페리                                                                             | 3:19      |
| 13. | 〈Closer〉                                      | 타일러                        | 타일러, 프레데릭센, 크레이머                                                     | 4:04      |
| 14. | 〈Something〉                                   | 페리                          | 페리                                                                             | 4:37      |
| 15. | 〈Another Last Goodbye〉                        | 타일러, 데스몬드 차일드       | 타일러, 차일드, 페리                                                             | 5:47      |

## 인증
| 국가                       | 인증 | 판매량/출하량 |
| -------------------------- | ---- | ------------- |
| 캐나다 (뮤직 캐나다)       | 골드 | 40,000^       |
| ^출하량을 기반으로 한 인증 |      |               |